# Stade Rennais Football Club 2010-2011
Questa voce raccoglie le informazioni riguardanti lo Stade Rennais Football Club nelle competizioni ufficiali della stagione 2010-2011.
È stata la squadra europea ad utilizzare per più minuti giocatori nati dopo il 1º gennaio 1989.

## Rosa[3]
| N. |                     | Ruolo | Calciatore            |
| -- | ------------------- | ----- | --------------------- |
| 1  | Francia (bandiera)  | P     | Nicolas Douchez       |
| 4  | Nigeria (bandiera)  | D     | Onyekachi Apam        |
| 5  | Senegal (bandiera)  | D     | Kader Mangane         |
| 6  | Norvegia (bandiera) | C     | Alexander Tettey      |
| 7  | Francia (bandiera)  | C     | Jérôme Leroy          |
| 8  | Francia (bandiera)  | C     | Sylvain Marveaux      |
| 10 | Francia (bandiera)  | C     | Stéphane Dalmat       |
| 11 | Francia (bandiera)  | A     | Jirès Kembo Ekoko     |
| 12 | Togo (bandiera)     | A     | Razak Boukari         |
| 13 | Francia (bandiera)  | D     | Samuel Souprayen      |
| 14 | Camerun (bandiera)  | C     | Georges Mandjeck      |
| 15 | Francia (bandiera)  | D     | Jean-Armel Kana-Biyik |
| 16 | Francia (bandiera)  | P     | Johann Carrasso       |
| 17 | Francia (bandiera)  | C     | Yann M'Vila           |

| N. |                        | Ruolo | Calciatore                |
| -- | ---------------------- | ----- | ------------------------- |
| 18 | Francia (bandiera)     | C     | Fabien Lemoine            |
| 19 | Paesi Bassi (bandiera) | A     | John Verhoek              |
| 20 | Francia (bandiera)     | C     | Yacine Brahimi            |
| 21 | Colombia (bandiera)    | A     | Víctor Montaño            |
| 22 | Francia (bandiera)     | C     | Yassine Jebbour           |
| 23 | Ghana (bandiera)       | C     | Kamal Issah               |
| 25 | Ghana (bandiera)       | D     | John Boye                 |
| 26 | Francia (bandiera)     | D     | Kévin Théophile-Catherine |
| 27 | Francia (bandiera)     | A     | Abdoul Camara             |
| 28 | Francia (bandiera)     | C     | Tongo Doumbia             |
| 29 | Francia (bandiera)     | C     | Romain Danzé              |
| 30 | Francia (bandiera)     | P     | Abdoulaye Diallo          |
|    | Francia (bandiera)     | C     | Gaëtan Caro               |
|    | Francia (bandiera)     | D     | Bira Dembélé              |